# Hoya magniflora
Hoya magniflora är en oleanderväxtart som beskrevs av Ping Tao Li. Hoya magniflora ingår i släktet Hoya och familjen oleanderväxter. Inga underarter finns listade i Catalogue of Life.